# Cyrtophora rainbowi
Cyrtophora rainbowi là một loài nhện trong họ Araneidae.
Loài này thuộc chi Cyrtophora. Cyrtophora rainbowi được Carl Friedrich Roewer miêu tả năm 1955.